# Verteidigerpost
Verteidigerpost wird der Schriftwechsel eines Verteidigers mit seinem inhaftierten Mandanten genannt.

## Hintergrund
Nach § 29 Abs. 1 Satz 1 Strafvollzugsgesetz (vgl. auch die nahezu gleichlautenden Regelungen der Landesstrafvollzugsgesetze: § 24 Abs. 2 S. 1 JVollzGB III BW; Art. 32 Abs. 1 S. 1 BayStVollzG; § 30 Abs. 2 S. 1 NJvollzG; § 30 Abs. S. 1 HmbStVollzG) wird der Schriftwechsel des Gefangenen mit seinem Verteidiger nicht überwacht; es gilt mithin ein absolutes Überwachungsverbot dieses besonders geschützten und privilegierten Schriftverkehrs. Denn Sinn und Zweck des Überwachungsverbotes ist es, den unbefangenen Verkehr zwischen dem Gefangenen und seinem Verteidiger, d. h. ihren freien, vor jeder auch nur bloßen Möglichkeit einer Kenntnisnahme des Kommunikationsinhaltes durch Dritte geschützten Gedankenaustausch auf schriftlichem Wege zu gewährleisten. Verboten ist deshalb jedes – auch nur teilweises – Öffnen der Verteidigersendung, wenn nicht gänzlich auszuschließen ist, dass der Kontrollierende hierdurch bewusst oder unbewusst auch nur Bruchstücke des Textes wahrnehmen kann, so dass selbst die (teilweise) Öffnung der Verteidigerpost zur bloßen Feststellung der Absenderidentität oder die Kontrolle des Inhalts der Sendung in Form einer groben Sichtung und eines Durchblätterns der Schriftunterlagen von dem Kontrollverbot umfasst ist.
Denn dem Gesetzgeber war bekannt, dass das Verbot der inhaltlichen Kontrolle der Verteidigerpost Gefahren eines Missbrauchs in sich birgt. Er hat dies jedoch bewusst in Kauf genommen, um jeder Beeinträchtigung des zwischen dem Gefangenen und seinem Verteidiger bestehenden besonderen Vertrauensverhältnisses vorzubeugen. Zielsetzung des § 29 Abs. 1 Satz 1 StVollzG ist nämlich die „völlig freie Verteidigung“ zu gewährleisten, die von jeder Behinderung oder Erschwerung freigestellt wird und in deren Rahmen der Anwalt wegen seiner Integrität als Organ der Rechtspflege jeder Beschränkung enthoben ist. Eine Beeinträchtigung der freien Verteidigung und des Vertrauensverhältnisses zum Mandaten ist indes bereits zu besorgen, wenn ohne besonderen Anlass Post eines bei der Anstalt vorschriftsmäßig gemeldeten Verteidigers der Kontrolle unterworfen wird. Sie bringt nämlich aus der – für eine Störung des Vertrauensverhältnisses allein maßgeblichen – Sicht des Gefangenen und des Verteidigers Misstrauen der Anstalt auch gegenüber dem Verteidiger zum Ausdruck.

## Öffnung von Verteidigerpost mit Einverständnis des Gefangenen
Nach ständiger und gefestigter obergerichtlicher Rechtsprechung ist die Öffnung von Verteidigerpost auch mit Einverständnis des Gefangenen unzulässig.
Von dieser Rechtsprechung wich das Oberlandesgericht Stuttgart ab.: Verteidigerpost dürfe mit Einverständnis des Gefangenen geöffnet und überprüft werden. Doch hat das Bundesverfassungsgericht mit Beschluss vom 25. Oktober 2011 die genannte Entscheidung des Oberlandesgerichts Stuttgart aufgehoben und festgestellt, dass dieser den beschwerdeführenden Gefangenen in seinem Grundrecht aus Art. 10 Abs. 1 GG (Briefgeheimnis) verletzt. Es hat die Rechtsauffassung der übrigen Oberlandesgerichte, welche die Öffnung von Verteidigerpost trotz eingeholten Einverständnisses des Gefangenen für unzulässig erachten, ausdrücklich bestätigt und sich deren Rechtsprechung angeschlossen. Darüber hinaus hat das Bundesverfassungsgericht auf die im Strafvollzug herrschenden „besonderen, durch weitreichende Abhängigkeitsverhältnisse geprägten“ Bedingungen hingewiesen und klar gestellt, dass die Zustimmung des Gefangenen den grundrechtseingreifenden Charakter einer behördlichen Maßnahme nur ausschließen könne, wenn sie „frei“ bzw. „frei von unzulässigem Druck“ erteilt worden sei. Komme der Gefangene einer „unberechtigten“ Aufforderung eines Justizbediensteten zur Öffnung von Verteidigerpost nach, um die Vorenthaltung oder verzögerte Aushändigung derselben zu vermeiden, so könne „von einem frei erteilten Einverständnis keine Rede sein“. Der Gefangene werde einer solchen Vorgehensweise (Öffnen des Briefes durch einen Bediensteten oder durch ihn selbst) aber nur deshalb zustimmen, damit ihm das Schreiben unverzüglich ausgehändigt werde. Ein anderer Grund, weshalb sich der Gefangene mit einer solchen Maßnahmen einverstanden erklären sollte, ist nicht ersichtlich. Ein Einverständnis ist daher – entsprechend der Rechtsprechung des Bundesverfassungsgerichts – regelmäßig unwirksam.

## Vollmacht; Kennzeichnung der Verteidigerpost als solche
Gemäß den Verwaltungsvorschriften zu § 29 Abs. 1 Satz 1 StVollzG muss sich der Verteidiger als solcher der Justizvollzugsanstalt gegenüber durch die Vollmacht des Gefangenen oder die Bestellungsanordnung des Gerichts ausweisen. Aus dem Gesetz selbst ergibt sich keine Verpflichtung des Rechtsanwalts, dass er zunächst seine Eigenschaft nachzuweisen habe. Die Verwaltungsvorschriften sind keine Dienstanweisung für Rechtsanwälte; sie sind ungeeignet dem als Verteidiger auftretenden Rechtsanwalt verbindliche Anweisungen zu erteilen. Daher muss die Justizvollzugsanstalt, wenn ihr ein Rechtsanwalt als Absender eines Schreibens angegeben ist, die Postsendung solange als Verteidigerpost behandeln, solange nicht konkrete Anhaltspunkte dafür bestehen, dass der absendende Rechtsanwalt überhaupt nicht Verteidiger ist oder aber seine Stellung als Rechtsanwalt missbraucht. Ein Öffnen des Schreibens ist ihr absolut versagt.
Die Verwaltungsvorschriften schreiben ferner vor, dass die Verteidigerpost als solche deutlich sichtbar gekennzeichnet werden müsse. Auch insoweit kann dieser Verwaltungsvorschrift nicht gefolgt werden. Der Verteidiger ist nämlich keineswegs verpflichtet, seine Schreiben unbedingt als Verteidigerpost zu kennzeichnen. Ist auf dem Briefumschlag als Absender ein Rechtsanwalt angegeben, so hat die Justizvollzugsanstalt dem Gefangenen das Schreiben ungeöffnet auszuhändigen. Sie ist allenfalls – jedoch nicht ohne konkreten Missbrauchsverdacht – berechtigt, mit der Kanzlei des Rechtsanwalts Rücksprache zu halten, und sich bestätigen zu lassen, dass es sich um Verteidigerpost handelt. Eine solche Nachfrage ist allerdings geeignet, gegen das in § 30 Abs. 2 StVollzG normierte „Unverzüglichkeitsgebot“, wonach eingehende Schreiben dem Gefangenen unverzüglich auszuhändigen sind, zu verstoßen.

## Kontrolle von Verteidigerpost im Haftraum des Gefangenen
Nach § 84 Abs. 1 StVollzG dürfen Gefangene, ihre Sachen und die Hafträume durchsucht werden. Danach ist auch die Durchsicht von schriftlichen Unterlagen und Aufzeichnungen eines Gefangenen gestattet, wenn er diese nicht gem. § 30 Abs. 3 StVollzG verschlossen zu seiner Habe gibt. § 29 Abs. 1 und 2 begründen hiervon keine Ausnahme. Denn diese Vorschriften stellen nach ihrem Wortlaut nur sicher, dass der durch sie besonders geschützte Schriftwechsel den Empfänger unkontrolliert erreicht.
Allerdings ist bei der Anwendung des § 84 Abs. 1 StVollzG der Sinn und Zweck des mit § 29 Abs. 1 und 2 StVollzG verbundenen besonderen Schutzes bestimmter schriftlicher Außenkontakte des Gefangenen zu beachten. Wie auch im Fall des nicht inhaftierten Beschuldigten sind deshalb u. a. schriftliche Unterlagen und Aufzeichnungen eines Gefangenen, die dessen Verteidigung zu dienen bestimmt sind, grundsätzlich der Überwachung und Beschlagnahme entzogen. Es ist deshalb dem Gefangenen auch nicht verwehrt, entgegen § 30 Abs. 3 Hs. 1 StVollzG solche Unterlagen und Aufzeichnungen in einem verschlossenen Umschlag in seinem Haftraum zu verwahren, wenn er nur auf dem Umschlag den Inhalt kenntlich macht. Derart gekennzeichnete Unterlagen dürfen aus dem Haftraum nicht entfernt und grundsätzlich nur in Anwesenheit des Gefangenen auf verbotene Gegenstände untersucht und gesichtet werden. Durch dieses „Beobachtungsrecht“ soll einem möglichen Missbrauch begegnet und auch bei einer bloßen Sichtkontrolle verhindert werden, dass die Vollzugsbehörde über das bloße unvermeidliche „Anlesen“ hinaus Kenntnis vom gedanklichen Inhalt solcher geschützter Unterlagen nehmen kann. Durch die Anwesenheit des Gefangenen soll der Eingriff in dessen – insoweit besonders geschützte – Rechtssphäre begrenzt werden.